# Martinice (district de Kroměříž)
Pour les articles homonymes, voir Martinice.
Martinice (en allemand : Martinitz) est une commune du district de Kroměříž, dans la région de Zlín, en République tchèque. Sa population s'élevait à 866 habitants en 2025.

## Géographie
Martinice se trouve à 3 km au sud de Holešov, à 11 km au nord-nord-ouest de Zlín, à 15 km à l'ouest de Kroměříž et à 251 km à l'est-sud-est de Prague.
La commune est limitée au nord par Holešov et Přílepy, à l'est par Lukoveček, au sud par Horní Lapač et à l'ouest par Zahnašovice.

## Histoire
La première mention écrite du village date de 1262.

## Transports
Par la route, Martinice se trouve à 4 km de Holešov, à 5 km de Kroměříž, à 38 km de Zlín, à 83 km de Brno et à 290 km de Prague.

## Personnalités
Paul Javor (né Jiří Škvor), poète, est né à Martinice en 1916.